# Morten Rasmussen (fodboldspiller, født 1985)
 Der er flere personer med dette navn, se Morten Rasmussen.
Morten Rasmussen (født 26. marts 1985) er en dansk professionel fodboldspiller, der spiller for Fremad Amager for forsvar.

## Karriere
Morten Rasmussen repræsenterede Glostrup IF 32 i sine ungdomsår. Forsvarssspilleren skiftede som junior til Brøndby IF  i 2005 og debuterede på klubbens førstehold den 2. oktober 2005 i en Superliga-kamp mod AC Horsens, som blev vundet med cifrene 4-1. Han fik kun en enkelt kamp i efteråret 2005, men fik mere spilletid på holdet i foråret 2006 og var med til at sikre Brøndby IF DM-sølv i 2005/06-sæsonen. 
I starten af 2012-2013 sæsonen vikarierede Morten som anfører for AC Horsens, da den normale anfører, Martin Retov, havde pådraget sig en skade. Molle var bl.a. anfører da Horsens tørnede sammen med Elfsborg IF i kvalifikationen til Europa League. 

## International karriere
Han opnåede tre kampe på det danske U/21-landshold. Han fik sin for U/21-landsholdet den 16. august 2006, da han blev skiftet ind i det 46. minut i stedet for Simon Nagel.